# Dioscorea abyssinica
Espèce
Classification APG III (2009)
Dioscorea abyssinica est une espèce de plantes du genre Dioscorea et de la famille des Dioscoreaceae.